# Dornasac
Dornasac (en francès Dournazac) és un municipi francès situat al departament de l'Alta Viena i a la regió de la Nova Aquitània.

## Demografia
| 1962                                       | 1968  | 1975  | 1982 | 1990 | 1999 | 2006 | 2007 | 2008 |
| ------------------------------------------ | ----- | ----- | ---- | ---- | ---- | ---- | ---- | ---- |
| 1.019                                      | 1.138 | 1.006 | 851  | 810  | 728  | 709  | 697  | 686  |
| Des de 1962: població sense dobles comptes |       |       |      |      |      |      |      |      |

## Administració
| Període   | Identitat      | Partit |
| --------- | -------------- | ------ |
| 2001-2008 | Jean Meynard   | PCF    |
| 2008-     | Alice Bercheny | PS     |